# Il povero Enrico
Il povero Enrico è un poema medio-alto tedesco di Hartmann von Aue. È stato stilato probabilmente nel 1190 ed è considerato il penultimo delle quattro opere epiche di Hartmann.
La breve novella verte su un nobile cavaliere, afflitto da lebbra, che può essere guarita solo dal sangue del cuore di una vergine che si sacrifica volontariamente. Essa collega modelli narrativi cortigiani e spirituali. Dal 1200 circa non ci sono quasi più storie correlate.

## Personaggi e vicende
Dopo un breve prologo, in cui il narratore si autodefinisce sicuro di sé e dal quale abbiamo la maggior parte delle informazioni su Hartmann von Aue, inizia la storia.
Enrico, un giovane barone di Ouwe in Svevia, simile a un principe, ha ricchezza materiale e il più alto prestigio sociale. Egli incarna tutte le virtù del cavaliere (êre, stæte, triuwe, milte) e del comportamento cortese (zuht), incluse abilità come minnesang (und sanc vil wol von minnen, v. 71).
Enrico recede da tutto questo tipo di vita ideale, quando Dio gli causa la lebbra e tutto il suo ambiente si allontana da lui con disgusto e paura. In contrasto con l'operato divino, Enrico non vuole accettare questa sua nuova condizione e visita i medici di Montpellier, ma nessuno può aiutarlo. Alla famosa Scuola di Salerno, Enrico apprende da un medico che, sebbene ci sia un rimedio, non è nella sua disponibilità: egli può guarire solo grazie alla linfa vitale di una vergine in età da matrimonio che volontariamente si sacrifichi per lui. Disperato e senza concrete prospettive di guarigione, ritorna in patria, dove distribuisce la maggior parte dei suoi beni e si ritira in una fattoria all'interno delle sue terre.
Qui la figlia del fattore diventa il secondo personaggio principale. La bambina (secondo il manoscritto 'A' lei ha otto anni, secondo il manoscritto 'B' dodici) non ha paura di Enrico, della sua malattia e diventa così la sua compagna devota. Così presto Enrico la chiamerà giocosamente la sua sposa (gemahel). Quando, dopo tre anni, impara qual è l'unico rimedio per lui, lei è determinata a donare la vita per lui. Vuole sacrificarsi per Enrico, perché crede che solo così potrà sfuggire alla vita peccaminosa ed essere in grado di condurre la vita eterna con Dio il più presto possibile nell'aldilà. Convince i suoi genitori e Enrico con un discorso, la cui nitore retorico è attribuito all'ispirazione dello Spirito Santo ad accettare il suo sacrificio come voluto da Dio.
Enrico e la ragazza viaggiano verso Salerno. Quando il medico, dopo vani tentativi di convincere la ragazza a desistere dal suo intento, cercò di asportarle il cuore. Enrico che nel frattempo aveva visto, attraverso una fessura nella porta, la ragazza sdraiata nuda e legata al tavolo operatorio, interviene all'ultimo secondo. Rispetto al suo corpo deformato e alla sua bellezza, si rende conto della mostruosità dell'azione. Attraverso questa conversione interiore improvvisa (er gewinnt niuwen muot, v. 1235) accetta la lebbra come volontà di Dio. La ragazza perde la sua compostezza; vistasi privata della vita eterna, rimprovera ad Enrico di non voler lasciarla morire e lo respinge come vigliacco.
Sulla via del ritorno Enrico guarisce miracolosamente attraverso la provvidenza di Dio e torna a casa insieme alla ragazza, dove i due si sposano nonostante appartengano a classi sociali diverse. Enrico recupera la sua precedente posizione sociale, mentre il fattore diventa proprietario delle terre che coltiva. Enrico e la ragazza guadagnano così la felicità eterna.

## Collocazione nella documentazione storico-letteraria

### Il povero Enrico tra le opere di Hartmann
La data di origine de Il povero Enrico può essere solo approssimata. Erec e Enide di Chrétien de Troyes, il modello per il primo romanzo di Hartmann, Erec, era probabilmente già noto nel 1165. Pertanto, Hartmann è probabilmente emerso come autore qualche anno dopo, forse intorno al 1180. Al più tardi, tutti e quattro i romanzi di Hartmann erano già noti tra il 1205 e il 1210, perché Wolfram von Eschenbach fa riferimento a Iwein, l'ultima opera di Hartmann, nella suo Parzival.
Nella cronologia dell'opera di Hartmann, Il povero Enrico viene annoverato, per ragioni stilistiche, come la terza delle sue opere narrative. Il primo è generalmente considerato il romanzo arturiano Erec, seguito dal racconto leggendario Gregorio.
La sua ultima opera è il secondo racconto arturiano, Iwein, che forse fu iniziato subito dopo il completamento di Erec ma portato a termine solo in seguito. I Minnesang (canzoni d'amore) e le poesie sulle Crociate di Hartmann sono molto difficili da datare o ordinare, anche se il suo breve poema Klagebuechlein viene solitamente collocato prima dei quattro romanzi.

### Soggetti e fonti
Nel prologo Hartmann parla di storie che ha trovato nei libri e che vuole semplicemente riportare. Tuttavia, fonti di questo tipo non sono state trovate in documenti tedeschi, francesi o latini del Medioevo, per cui si potrebbe concludere che il resoconto della fonte sia fittizio e inteso come un espediente letterario per sottolineare l'autenticità della storia. I racconti tradizionali latini del XIV o XV secolo Henricus pauper e Albertus pauper sono probabilmente derivati dalla storia di Hartmann piuttosto che dalle sue fonti.
Una fonte tradizionale è citata direttamente nel testo, quella di Giobbe, che nella Bibbia fu messo alla prova da Dio con la lebbra. Tra le altre storie di casi soprannaturali e di guarigione dalla lebbra vi sono la leggenda di papa Silvestro I, che sarebbe stato guarito da Costantino il Grande, come nell'Amicus und Amelius di Konrad von Würzburg.

### Interpretazioni
La difettosa tradizione testuale è responsabile di un certo numero di oscurità; le principali concernono la figura della ragazza, l'anonima figlia del fattore. Così, per esempio, a proposito dell'età della ragazza nel momento in cui Enrico si ritira nella fattoria: come abbiamo visto, il manoscritto A le attribuisce otto anni, il manoscritto B dodici.
La domanda centrale che la storia lascia aperta è il motivo per cui Dio ha colpito Enrico con la lebbra. Da un lato può essere considerata una punizione per il suo stile di vita mondano - così lo intende lo stesso Enrico e c'è anche un paragone con Assalonne all'inizio dell'opera che supporta questa lettura. D'altra parte, la lebbra può essere interpretata come una prova da parte di Dio, un'interpretazione supportata dal paragone con Giobbe. Tuttavia, a differenza di Giobbe, Enrico all'inizio non accetta la prova; cerca una cura e poi si dispera.
Il ruolo della ragazza presenta un altro problema centrale. Il fatto che rimanga senza nome sembra spingerla in una posizione di inferiorità che smentisce il suo ruolo critico nella storia. Il discorso retoricamente magistrale e teologicamente esperto che tiene a Enrico e ai suoi genitori, convincendoli ad accettare il suo sacrificio, è attribuito allo Spirito Santo. Non è chiaro se sia motivata da vero altruismo o da una sorta di "egoismo salvifico", volendo comprare la salvezza della propria anima, come spesso sembra. 

## Edizioni italiane
- Hartmann von Aue, Il povero Enrico, Traduzione in italiano del testo e prefazione di Laura Mancinelli, Torino, Einaudi, 1989, ISBN 978-88-06-11493-0. Google Books